# Tófej
Tófej község Zala vármegyében, a Zalaegerszegi járásban, a Zalai-dombság területén, a Göcsejben.

## Fekvése
A település a 75-ös főúttól délre fekszik, a Bak-Páka közti 7543-as út mentén. Itt ér véget az előbbi útba betorkollva a 7544-es út, illetve a község területének legdélebbi szélén indul ki a 7543-as útból a Pusztaedericsre vezető 75 139-es út is.
Vonattal a település a MÁV Zalaegerszeg–Rédics-vasútvonalán közelíthető meg; Tófej megállóhely Baktüttös megállóhely és Rádiháza megállóhely között található.

## Nevének eredete
A falu a hagyományok szerint nevét a falu melletti egykori tóról kaphatta.

## Története
A régi falu nem a mai helyén állt, azonban a török idők alatt a falut többször is támadás érte, különösen Kanizsa török kézre kerülése után, és templomával együtt elpusztult, majd később mai helyén épült újjá.
A 16. század végéig a Hassaghi család birtoka volt, majd a későbbiekben 1945-ig többször is cserélődtek birtokosai.
1964-től itt üzemel Zala megye Tófeji kerámiagyára.

## Közélete

### Polgármesterei
- 1990–1994: Horváth Zoltán (független)[3]
- 1994–1998: Horváth Zoltán (független)[4]
- 1998–2002: Mátay Károly (független)[5]
- 2002–2006: Horváth Zoltán (független)[6]
- 2006–2010: Horváth Zoltán (Fidesz-KDNP)[7]
- 2010–2014: Horváth Zoltán (Fidesz-KDNP)[8]
- 2014–2019: Horváth Zoltán (Fidesz-KDNP)[9]
- 2019–2024: Horváth Zoltán (Fidesz-KDNP)[10]
- 2024– : Soós László (független)[1]

## Népesség
A település népességének változása:
| Lakosok száma | 713  | 699  | 704  | 648  | 636  | 640  | 643  |
|               | 2013 | 2014 | 2015 | 2021 | 2022 | 2023 | 2024 |

A 2011-es népszámlálás idején a nemzetiségi megoszlás a következő volt: magyar 96,1%, cigány 3,55%. A lakosok 72,7%-a római katolikusnak, 1,7% reformátusnak, 0,86% evangélikusnak, 0,57% felekezeten kívülinek vallotta magát (23,6% nem nyilatkozott).
2022-ben a lakosság 94,5%-a vallotta magát magyarnak, 3,1% cigánynak, 1,6% németnek, 0,2% románnak, 0,2% ruszinnak, 1,7% egyéb, nem hazai nemzetiségűnek (5,3% nem nyilatkozott; a kettős identitások miatt a végösszeg nagyobb lehet 100%-nál). Vallásuk szerint 54,7% volt római katolikus, 1,3% evangélikus, 0,6% református, 1,1% egyéb keresztény, 2,5% egyéb katolikus, 5,2% felekezeten kívüli (34,4% nem válaszolt).

## Nevezetességei
- Lórántházi Szent Család-templom

## Ismert emberek, akik a településhez kötődnek
- Itt volt plébános 1997 és 2002 között Horváth István Sándor katolikus pap, egyházi író.

## Testvértelepülés
- Gyulakuta, Románia

## Külső hivatkozások
- Tófej hivatalos honlapja
- Tófej az utazom.com honlapján